# Османча
Османча (рум. Osmancea) — село у повіті Констанца в Румунії. Входить до складу комуни Мерень.
Село розташоване на відстані 183 км на схід від Бухареста, 30 км на південний захід від Констанци.

## Населення
За даними перепису населення 2002 року у селі проживали 580 осіб.
Національний склад населення села:
| Національність | Кількість осіб | Відсоток |
| -------------- | -------------- | -------- |
| румуни         | 414            | 71,4%    |
| татари         | 162            | 27,9%    |

Рідною мовою назвали:
| Мова      | Кількість осіб | Відсоток |
| --------- | -------------- | -------- |
| румунська | 415            | 71,6%    |
| татарська | 162            | 27,9%    |